# مثنى
المثنى هو ما يدل على اثنين أو اثنتين، أو أغنى عن متعاطفين، بزيادة ألف ونون في حالة الرفع، وياء ونون في حالة النصب، أو الجر، مثال: قلمان أو قلمين. وتحذف نون المثنى عند الإضافة.

## صفات تثنية الاسم
1. أن يكون مفرداً.
2. أن يكون معرباً.
3. أن يكون غير مركب غير تركيب مزجيًا أو اسناديًّا.
4. أن يكون له ثانٍ في الوجود.
5. أن يكون نكرة.

- كما يوجد أيضاً أسماء أخرى تسمى ملحقات المثنى وهي ما يعرب بحركات المثنى.

## قواعد المثنى[2]
1. علامة إعراب المثنى الألف رفعاً، والياء نصباً وجراً.
2. الكلمات الأتية تُلحق بالمثنى وتعرب إعرابه: (اثنَانِ) و(اثنَتانِ) و(ثِنتانِ) و(كِلا) و(كِلتَا).
3. يشترط في (كلا) و(كلتا) كي تلحقا بالمثنى أن تضافا إلى ضمير، فإن أضيفتا إلى اسمٍ ظاهر أعربتا بالحركة المقدرة على آخرهما.
4. إذا أضيف المثنى حذفت نُونُه.

المثنى اسم يدل على اثنين متفقين في الحروف والحركات والمعنى.

## أمثلة على المثنى
- الطالبان نجحا في المسابقة.
- أخذت من اللاعبيْنِ الكرة.
- يقرأُ الطالبان في الكتابيْنِ.
- شاهدتُ الكوكبين.
- فرحتُ بالهديتينِ.
- كان الملاكمان ماهريْنِ.

## إعراب المثنى
يرفع المثنى بالألف نيابة عن الضمة، وينصب ويجر بالياء نيابة عن الفتحة والكسرة، والنون فيه عوض عن التنوين في الاسم المفرد.

## أمثلة على المثنى وإعرابه
- يقرأُ الطالبانِ في الكتابيْنِ.

الطالبان: فاعل مرفوع وعلامة رفعه الألف لأنه مثنى.
الكتابين: اسم مجرور وعلامة جره الياء لأنه مثنى.
- شاهدتُ الكوكبيْنِ.

الكوكبين: مفعول به منصوب وعلامة نصبه الياء لأنه مثنى.
- فرحتُ بالهديتينِ.

الهديتين: اسم مجرور وعلامة جره الياء لأنه مثنى.

## شروط المثنى
يشترط لتثنية الاسم، ما يلي:
- أن يكون مفردا، فالمثنى والجمع لا يثنيان.
- أن يكون معربا، فالأسماء المبنية لا تثنى.
- أن يكون مفرده موافقا في اللفظ والمعنى، مثل: رجلان مفردها رجل، وبنتان مفردها بنت.

أما قولهم (أبوان) للأب والأم، و(قمران) للشمس والقمر، دون موافقة اللفظ والمعنى – فمن باب التغليب ليس أكثر.

### تثنية الاسم المقصور
- يثنى الاسم المقصور الثلاثي بقلب ألفه  (واواً) إن كان أصلها الواو، مثل:

عصا: عصَوان.
- وتقلب ألف المقصور (ياءً) إن كان أصلها الياء، مثل:

فتى: فتَيان.
- وما كان فوق الثلاثي فيقلب ألفه (ياء) دائما، مثل:

مأوى: مأويان.

### تثنية الاسم الممدود
- يثنى الاسم الممدود بإبقاء همزته على حالها إذا كانت أصلية مثل:

وعاء: وعاءان.
- يثنى الممدود بقلب همزته واوا إذا كانت مزيدة للتأنيث، مثل:

حسناء: حسناوان.
- يثنى الممدود بإبقاء همزته على حالها أو بقلبها واوا إذا كانت مبدلة من واو أو ياء، مثل:

غطاء: غطاءان – غطاوان.

### تثنية الاسم المنقوص
- الاسم المنقوص أي المختوم بياء أصلية غير مشددة إذا كانت ياؤه محذوفة ردت إليه الياء عند التثنية، مثل:

قاض: قاضيان.
ملاحظة: تحذف الياء من الاسم المنقوص إذا كان نكرة منونة في حالتي الرفع والجر، وذلك لأن التنوين نون ساكنة والياء حرف ساكن، ومَنْعا من التقاء الساكنين تحذف الياء.
مثال:
جاء محامٍ – مررتُ بمحامٍ.

## حذف نون المثنى
تحذف النون من المثنى في حالة الإضافة رفعا ونصبا وجرا.
مثال:
- جاء طالبا العلم.
- رأيتُ طالِبَي العلم.
- مررتُ بطالبَي العلم.

## المثنى والملحق به
يلحق بالمثنى الأسماء الآتية:
- اثنان واثنتان.

مثال: جاء اثنانِ من الطلاب.
- هذا وهاتان.

مثال: هذان ولدان مجتهدان.
- اللذان واللتان

مثال: جاءت اللتان نجحتا.
- كلا وكلتا مضافتان إلى الضمير.

مثال: وصل الأبوان كلاهما إلى الحفلة.
ملحوظة: إذا لم تضف ” كلا وكلتا ” إلى الضمير وأضيفتا إلى الاسم الظاهر، فتعرب كل منهما إعراب الاسم المقصور، فترفع بالضمة المقدرة على الألف للتعذر، وتنصب بالفتحة المقدرة على الألف للتعذر، وتجر بالكسرة المقدرة على الألف للتعذر.
مثال: كلا الولدين مجتهدان.

## إعراب الملحق بالمثنى
تعرب الأسماء الملحقة بالمثنى إعراب المثنى، إذ ترفع بالألف وتنصب وتجر بالياء.

## نماذج إعراب المثنى وملحقاته
- نجح الطالبان المجتهدان.

نجح: فعل ماض مبني على الفتح الظاهر على آخره.
الطالبان: فاعل مرفوع وعلامة رفعه الألف لأنه مثنى.
المجتهدان: نعت مرفوع وعلامة رفعه الألف لأنه مثنى.
- زارنا شاعرانِ.

زارنا: زار: فعل ماض مبني على الفتح الظاهر على آخره. ونا: ضمير متصل مبني على السكون في محل نصب مفعول به.
شاعران: فاعل مرفوع وعلامة رفعه الألف لأنه مثنى.
- هنأتُ الطالبيْنِ المجتهدين.

هنأت: فعل ماض مبني على السكون والتاء ضمير متصل مبني على الضم في محل رفع فاعل.
الطالبين: مفعول به منصوب وعلامة نصبه الياء لأنه مثنى.
المجتهدين: نعت منصوب وعلامة نصبه الياء لأنه مثنى.
- وصل الأبوانِ كلاهما.

وصل: فعل ماض مبني على الفتح الظاهر على آخره.
الأبوان: فاعل مرفوع وعلامة رفعه الألف لأنه ملحق بالمثنى.
كلاهما: توكيد مرفوع وعلامة رفعه الألف لأنه ملحق بالمثنى، وهو مضاف، و (هما) ضمير متصل مبني على السكون في محل جر مضاف إليه.

## أمثلة على المثنى من القرآن الكريم
قال تعالى:
- ”قَالُوا إِنْ هَٰذَانِ لَسَاحِرَانِ يُرِيدَانِ أَن يُخْرِجَاكُم مِّنْ أَرْضِكُم” (طه 63).
- ”قَالَ رَجُلَانِ مِنَ الَّذِينَ يَخَافُونَ أَنْعَمَ اللَّهُ عَلَيْهِمَا ادْخُلُوا عَلَيْهِمُ الْبَابَ” (المائدة 23).
- ”وَوَجَدَ مِن دُونِهِمُ امْرَأَتَيْنِ تَذُودَانِ” (القصص 23).
- ”إِمَّا يَبْلُغَنَّ عِندَكَ الْكِبَرَ أَحَدُهُمَا أَوْ كِلَاهُمَا فَلَا تَقُل لَّهُمَا أُفٍّ” (الإسراء 23).
- ”إِذَا حَضَرَ أَحَدَكُمُ الْمَوْتُ حِينَ الْوَصِيَّةِ اثْنَانِ ذَوَا عَدْلٍ مِّنكُمْ” (المائدة 106).